# Capitost

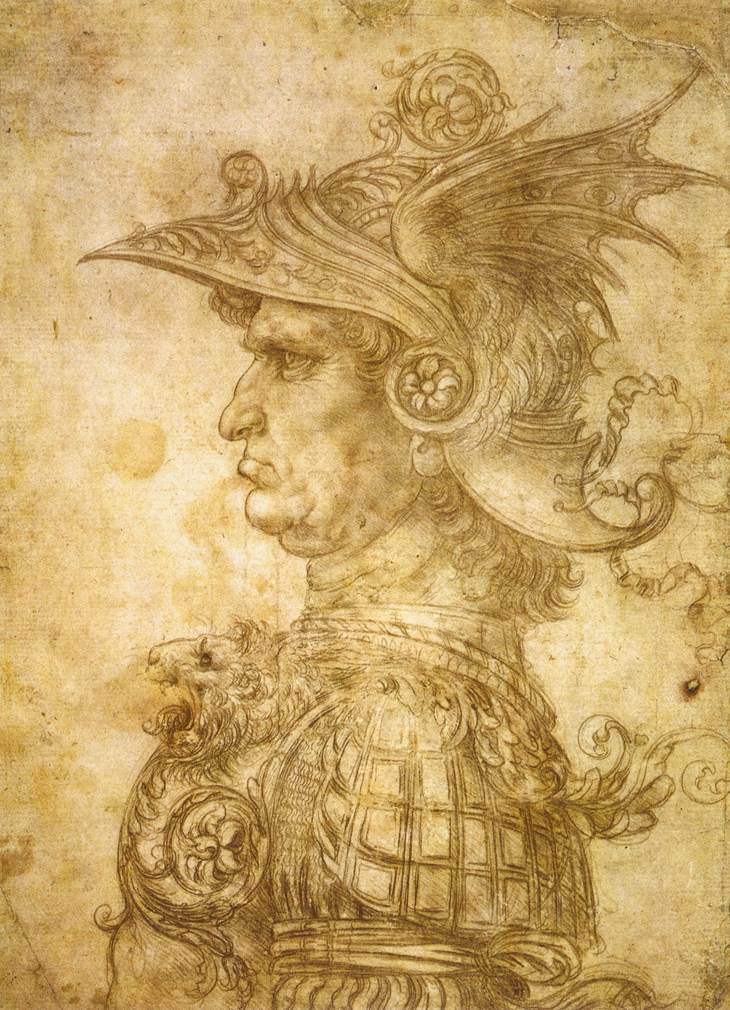
Retrat d'un condottiero, de Leonardo da Vinci

En terminologia militar, un capitost, cabdill o cap d'exèrcit és una persona que mena un exèrcit. Les tropes que condueix un capitost poden ser l'exèrcit d'un estat, els homes d'una tribu, els soldats de fortuna d'una companyia de mercenaris o fins i tot els membres d'una insurgència. Entre els capitostos més destacats per les seves gestes militars hi ha Alexandre el Gran, Hanníbal Barca, Juli Cèsar, Belisari (edat antiga i antiguitat tardana), Khàlid ibn al-Walid, Saladí, Subotai (edat mitjana), Ieyasu Tokugawa (edat moderna), Napoleó, Mikhaïl Kutúzov, Helmuth von Moltke, Erwin Rommel i Gueorgui Júkov (edat contemporània).